# Timothy Daniel Sullivan
Timothy Daniel Sullivan (Bantry, 29 maggio 1827 – 31 marzo 1914) è stato un giornalista, politico e poeta irlandese di idee nazionaliste.
Fratello di Alexander Martin Sullivan, anch'egli giornalista e politico è l'autore di God Save Ireland che, composto nel 1867 in memoria dei Martiri di Manchester, fu l'inno nazionale della Repubblica Irlandese e dello Stato Libero d'Irlanda dal 1919 al 1926, quando l'inno divenne l'attuale Amhrán na bhFiann.
Fu membro della Home Rule League sostenendo Charles Stewart Parnell nelle elezioni generali del 1880, convinto che, "senza autogoverno, in Irlanda non potessero mai esserci pace, prosperità e distensione". Quando nel 1882 fu creato il Partito Parlamentare Irlandese, vi aderì e quando, nel 1891, il partito si scisse, divenne anti – parnelliano, fino a che le correnti nazionaliste non si unirono nuovamente, nel 1900.
Rappresentò vari collegi elettorali alla Camera dei Comuni, fu eletto nel collegio elettorale di Westmeath nel 1880 e rimase in carica fino al 1885, poi divenne il primo deputato del collegio elettorale del distretto di Dublin College Green, fino a che non fu sconfitto da un parnelliano nelle elezioni generali del 1892. Quattro anni dopo fu rieletto senza contrasti per il collegio elettorale del West Donegal, di cui fu rappresentante fino al suo ritiro, nel 1900. 
Fu proprietario ed editore di varie pubblicazioni  (‘The Nation’, ‘Dublin weekly news’, e ‘Young Ireland’) e fu sindaco di Dublino nel 1886 e nel 1887.
Nel dicembre 1887 pubblicò i resoconti dei congressi della National League e, come conseguenza, fu denunciato e imprigionato per due mesi in base al Crimes Act.